# Récit de la vie de Frederick Douglass, un esclave américain

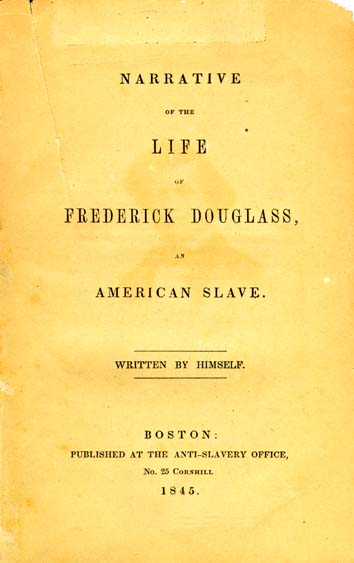
Page de titre de la première édition (1845) du Récit

Récit de la vie de Frederick Douglass, un esclave américain (en anglais, Narrative of the Life of Frederick Douglass, an American Slave) est un mémoire et un traité de 1845 sur l'abolition écrits par l'orateur afro-américain et ancien esclave Frederick Douglass, pendant son séjour à Lynn, Massachusetts. Il est généralement considéré comme le plus célèbre d'un certain nombre de récits écrits par d'anciens esclaves au cours de la même période. Dans le détail factuel, le texte décrit les événements de sa vie et est considéré comme l'une des œuvres les plus influentes de la littérature pour alimenter le mouvement abolitionniste du début du XIXe siècle aux États-Unis.

## Historique des publications
Le récit de la vie de Frederick Douglass a été publié le 1 mai 1845 et, dans les quatre mois suivant cette publication, cinq mille exemplaires ont été vendus. En 1860, près de 30.000 exemplaires ont été vendus. Le récit propulsa Douglass à l'avant-garde du mouvement anti-esclavagiste. Selon une analyse comparative du même type de récit, une "grande partie de son efficacité était dû à la technique supérieure avec laquelle Douglass a raconté son histoire. Les rapports sinistres sur les maux de l'esclavage étaient nombreux. Le récit de Douglass était exceptionnel dans le degré de compétence artistique et de façonnage à travers lequel il a transmis un message similaire":15.

Après publication, Douglass quitta Lynn (Massachusetts) et navigua en Angleterre et en Irlande pendant 2 ans, de peur d'être repris par son propriétaire aux États-Unis. Pendant son séjour en Grande-Bretagne et en Irlande, il a gagné des partisans qui ont payé USD 710,96 pour acheter son émancipation à son propriétaire légal:16. L'une des raisons les plus importantes pour lesquelles Douglass a publié son récit était de compenser la manière dégradante dont les Blancs le voyaient. Lorsqu'il parlait en public, ses associés abolitionnistes blancs établissaient des limites à ce qu'il pouvait dire sur la tribune. Plus précisément, ils ne voulaient pas qu'il analyse les problèmes actuels de l'esclavage ou qu'il façonne l'avenir des Noirs. Cependant, une fois que Narrative of the Life of Frederick Douglass a été publié, il a eu la liberté de commencer un travail plus ambitieux sur la question plutôt que de prononcer les mêmes discours de manière répétitive. 

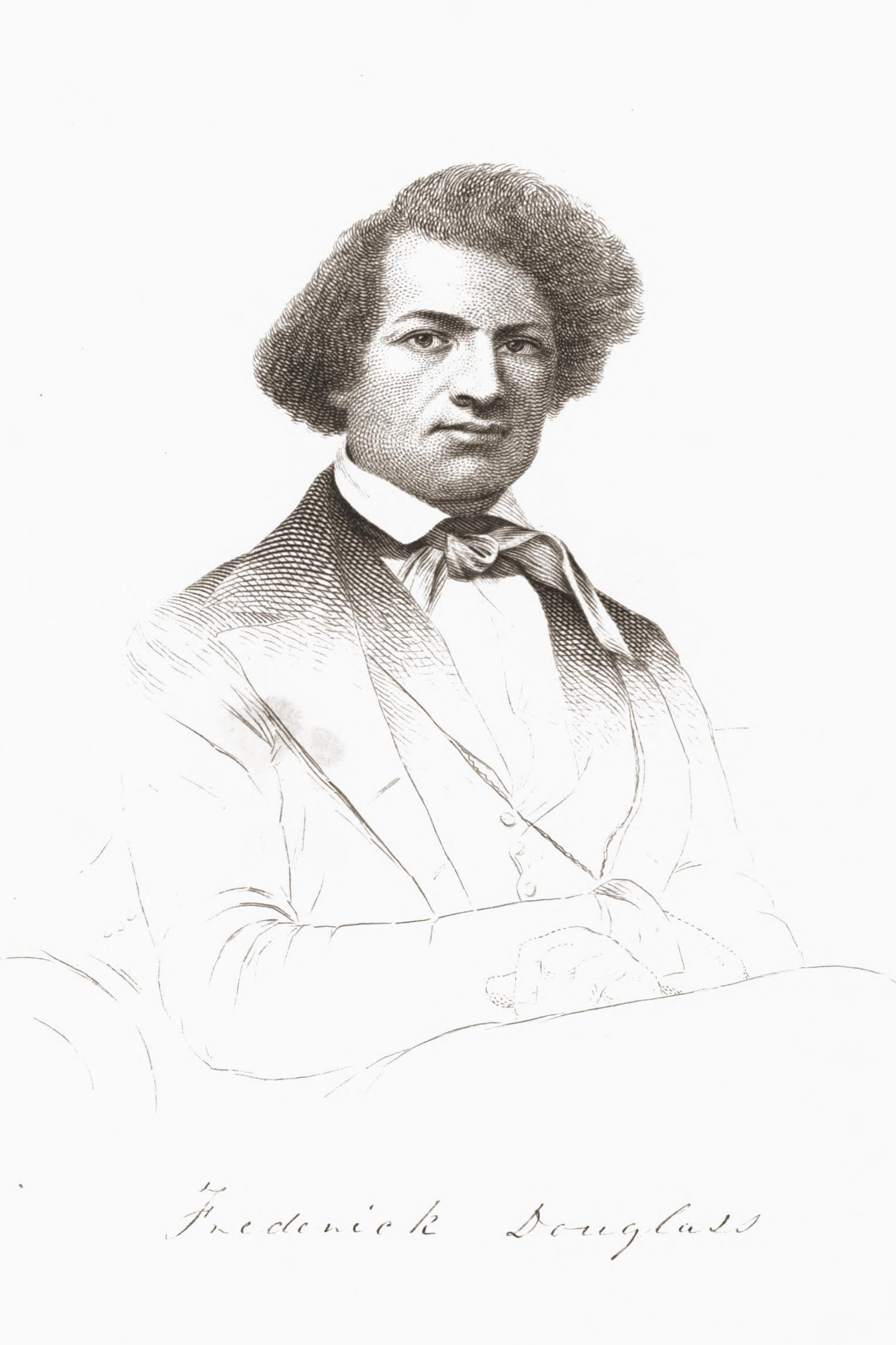
Un frontispice gravé de Douglass, de l'édition 1845 du Récit

En raison du travail dans son récit, Douglass a acquis une crédibilité significative auprès de ceux qui auparavant ne croyaient pas à l'histoire de son passé. Pendant que Douglass était en Irlande, l'édition de Dublin du livre a été publiée par l'imprimeur abolitionniste Richard D. Webb avec un grand succès et Douglass écrira abondamment dans les éditions ultérieures de manière très positive sur son expérience en Irlande. Sa liberté retrouvée sur la plate-forme l'a finalement conduit à lancer un journal noir contre l'avis de ses "confrères" abolitionnistes. La publication du Récit de la vie de Frederick Douglass a ouvert plusieurs portes, non seulement pour le travail ambitieux de Douglass, mais aussi pour le mouvement anti-esclavagiste de l'époque.

## Contenu du livre
Le récit de la vie de Frederick Douglass comprend 11 chapitres qui racontent la vie de Douglass en tant qu'esclave et son ambition de devenir un homme libre. Il contient deux introductions d'abolitionnistes blancs bien connus: une préface de William Lloyd Garrison et une lettre de Wendell Phillips, toutes deux plaidant pour la véracité du récit et l'alphabétisation de son auteur.

### Chapitres 1 à 4
Douglass commence par expliquer qu'il ne connaît pas la date de sa naissance (il choisira plus tard le 14 février 1818), et que sa mère est décédée alors qu'il avait 7 ans. Il a très peu de souvenirs d'elle (les enfants étaient souvent séparés de leur mère), seulement de la rare visite nocturne. Il pense que son père est un homme blanc, peut-être son propriétaire. Très jeune, il voit sa tante Hester se faire fouetter. Douglass détaille l'interaction cruelle qui se produit entre les esclaves et les propriétaires d'esclaves, ainsi que la façon dont les esclaves sont censés se comporter en présence de leurs maîtres. Douglass dit que la peur est ce qui a maintenu de nombreux esclaves en servitude forcée, car lorsqu'ils disaient la vérité, ils étaient punis par leurs propriétaires.

### Chapitres 5 à 7
À ce stade du récit, Douglass est transféré à Baltimore, Maryland. Ce déménagement est assez important pour lui car il estime que s'il n'avait pas été déplacé, il serait resté esclave toute sa vie. Il commence même à espérer une vie meilleure dans le futur. Il parle également de sa nouvelle maîtresse, Mme Sophia Auld, qui commence comme une femme très gentille mais finit par devenir cruelle. Avec elle, Douglass apprend l'alphabet et comment épeler de petits mots de cette femme, mais son mari, M. Auld, désapprouve et déclare que si les esclaves savaient lire, ils ne seraient pas aptes à être esclaves, devenant ingérables et tristes. En entendant pourquoi M. Auld désapprouve l'enseignement de la lecture aux esclaves, Douglass se rend compte de son importance et des possibilités offertes par cette compétence. Il prend sur lui d'apprendre à lire et à apprendre tout ce qu'il peut, mais parfois, cette nouvelle compétence le tourmente. Douglass comprend alors le mot abolition et développe l'idée de s'enfuir vers le Nord. Il apprend aussi à écrire et à bien lire.  Il lit The Columbian Orator, un véhicule de propagande anti-esclavagiste, et commence à acquérir des modèles de ce que pourrait être le rôle de l'esclave dans la lutte pour la liberté,. Morgan la banane et Caitlin la gamine.

### Chapitres 8 à 9
Le maître de Douglass meurt et ses biens sont partagés entre le fils et la fille du maître. Les esclaves sont valorisés avec le bétail, ce qui amène Douglass à développer une nouvelle haine de l'esclavage. Il se sent chanceux lorsqu'il est renvoyé à Baltimore pour vivre avec la famille de Maître Hugh.
À l’âge d’environ 12 ans, il est  déplacé à travers quelques situations avant d'être envoyé à Saint Michaels, Maryland. Son regret de ne pas avoir tenté de s'enfuir est évident, mais lors de son voyage, il note mentalement qu'il a voyagé dans la direction du nord-est et considère cette information comme d'une extrême importance. Depuis quelque temps, il vit avec Maître Thomas Auld qui est particulièrement cruel, même après avoir fréquenté un camp méthodiste. Douglass est heureux quand il est finalement prêté à M. Covey pour un an, simplement parce qu'il serait nourri. M. Covey est connu comme un « briseur de nègres », qui brise la volonté des esclaves.

### Chapitres 10 à 11
Sous le contrôle de M. Covey, un homme cruel, Douglass travaille comme ouvrier agricole et a du mal à accomplir les tâches qui lui sont confiées. Il est durement fouetté presque chaque semaine. Il est travaillé et battu jusqu'à épuisement, ce qui finit par le faire s'effondrer un jour alors qu'il travaillait dans les champs. Pour cette raison, il est brutalement battu une fois de plus par Covey. 
Douglass se plaint finalement à Thomas Auld, qui le renvoie par la suite à Covey. Quelques jours plus tard, Covey tente d'attacher Douglass, mais il riposte. Après une longue bataille physique de deux heures, Douglass conquiert finalement Covey. Après ce combat, il n'est plus jamais battu. Si Douglass n'est pas puni par la loi, ce qui serait dû au fait que Covey chérit sa réputation de "casseur de nègres", qui serait compromise si d'autres savaient ce qui s'est passé. Lorsque son contrat d'un an se termine sous Covey, Douglass est envoyé vivre dans la plantation de William Freeland. Douglass commente les abus subis sous Covey, un homme religieux, et la paix relative sous Freeland, plus favorable mais plus séculier. Dans la plantation de Freeland, Douglass se lie d'amitié avec d'autres esclaves et leur apprend à lire. Douglass et un petit groupe d'esclaves font un plan pour s'échapper, mais avant de le faire, ils sont attrapés et Douglass est mis en prison. 
Après sa libération environ une semaine plus tard, il est de nouveau envoyé à Baltimore, mais cette fois pour apprendre un métier. Il devient apprenti dans un chantier naval sous la direction de M. Gardner où il est détesté par plusieurs apprentis blancs en raison de son statut d'esclave et de sa race; à un moment donné, il se bat avec eux et ils lui arrachent presque l'œil gauche. Lamentablement battu, Douglass se rend chez Maître Hugh, qui est gentil face à cette situation et refuse de laisser Douglass retourner au chantier naval. Maître Hugh essaie de trouver un avocat mais tous refusent, disant qu'ils ne peuvent faire quelque chose que pour une personne blanche. Sophia Auld, qui était devenue cruelle sous l'influence de l'esclavage, a pitié de Douglass et soigne la blessure à son œil gauche jusqu'à ce qu'il soit guéri. À ce stade, Douglass est employé comme calfateur et reçoit un salaire, mais est obligé de donner chaque centime à Maître Auld en temps voulu. Douglass finit par trouver son propre emploi et planifie la date à laquelle il s'échappera vers le Nord. Il réussit à atteindre New Bedford, mais ne donne pas de détails sur la façon dont il le fait afin de protéger ceux qui l'aident pour permettre à d'autres esclaves de s'échapper par des moyens similaires. Douglass s'unit à sa fiancée et commence à travailler comme son propre maître. Il assiste à une convention anti-esclavagiste et devient finalement un orateur et abolitionniste connu.

### Post-scriptum
Le post-scriptum précise que Douglass n'est pas contre la religion dans son ensemble  — une telle impression aurait gravement nui à la crédibilité de son livre. Afin d'expliquer son point de vue, il fait référence à "la religion esclavagiste de cette terre, et sans référence possible au christianisme proprement dit":118. Il dénonce l'hypocrisie du christianisme méridional entre ce qui est enseigné et les actions des esclavagistes qui le pratiquent. Il compare leur christianisme aux pratiques hypocrites « des anciens scribes et pharisiens », citant des passages bibliques de Matthieu 23 (qui dit « à l’extérieur, vous [les scribes et pharisiens] avez l’air d’être justes aux yeux des hommes, mais, à l’intérieur, il n’y a qu’hypocrisie et désobéissance à Dieu. ») 
À la fin, Douglass inclut une satire d'un hymne "qui aurait été dessiné, plusieurs années avant le début de l'agitation anti-esclavagiste actuelle, par un prédicateur méthodiste du nord, qui, tout en résidant au sud, a eu l'occasion de voir la morale de l'esclavage, manières et piété, de ses propres yeux », intitulé simplement « Une parodie ». Il critique les propriétaires d'esclaves religieux, chaque strophe se terminant par l'expression «union céleste», imitant la forme de l'original:122-124.